# 고창군립도서관
고창군립도서관은 전북특별자치도 고창군 고창읍 소재의 도서관이다.

## 연혁
- 2008년 12월 5일 고창군립도서관 개관.

## 시설현황
- 3층: 기증자료실, 열람실
- 2층: 향토자료실, 종합자료실
- 1층: 디지털자료실, 문화강좌실